# La guerra de los judíos
La guerra de los judíos (en griego: Ἱστορία Ἰουδαϊκού πολέμου πρὸς Ῥωμαίους, Historía Ioudaïkoû polémou pròs Rhōmaíous; lat.: Bellum iudaicum) es una obra literaria escrita en griego en el siglo I por el autor judeorromano Flavio Josefo. Se centra en la historia del antiguo Israel desde la conquista de Jerusalén por Antíoco IV Epífanes en el año 164 a. C. hasta el final de la primera guerra judeo-romana en el año 73 d. C.

## Composición

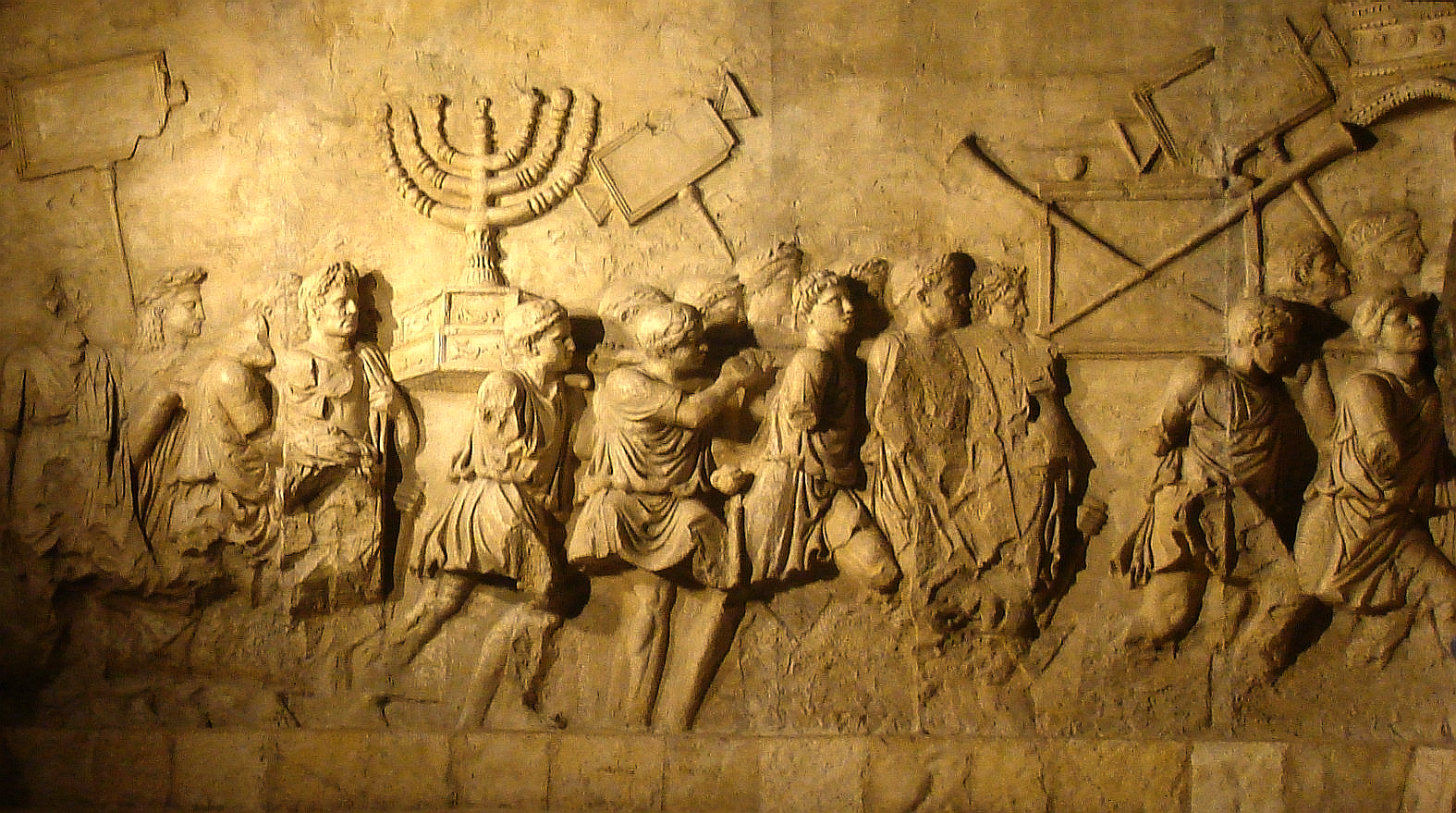
Arco de Titus Menorah sobre el saqueo de los romanos al templo de Jerusalem.

La obra fue escrita en un intervalo definido por los años 75 y 79, ya que Josefo menciona en la misma obra la dedicación del Templo de la Paz en el año 75, así como que entregó una copia a Vespasiano, muerto en 79. Originalmente fue escrita en arameo, el idioma materno de Josefo, aunque esta versión no se ha conservado. La versión que ha llegado hasta nuestros días es una traducción al griego ático, en un estilo más clásico que el propio de la koiné, y supervisada por el propio autor; aunque Josefo era conocedor de la lengua y la cultura griegas, contó con la ayuda de colaboradores, como él mismo indica en su Contra Apión. El hecho de que no escogiese el latín para traducir su obra puede explicarse en que esta lengua no gozaba todavía de una amplia difusión en esa época entre los judíos, mientras que el griego suponía un vehículo más idóneo para transmitir su obra entre la comunidad judía de la zona oriental del Imperio, sumamente helenizada. También existe una traducción en antiguo eslavo eclesiástico que ha perdurado hasta la actualidad.

## Motivación
A pesar de que el relato de Josefo es una de las escasas fuentes de conocimiento que existen acerca de la primera guerra judeo-romana (el Talmud también aporta información en el Gittin del Nashim), la neutralidad y el rigor historiográfico del texto quedan bastante cuestionados. Josefo fue uno de los líderes judíos durante este conflicto, y tras ser capturado por los romanos entró al servicio del futuro emperador Vespasiano, bajo cuyo reinado fue escrita esta obra. Mientras que las Antigüedades judías y el Contra Apión defienden el judaísmo, en La guerra de los judíos se advierte claramente un estilo apologético filorromano, con el que se intenta exculpar a Roma del origen de la guerra, la cual se refleja más como una revuelta interna del imperio que como una lucha meramente independentista.
Josefo tampoco inculpa al pueblo judío en su totalidad, sino que señala como causa del conflicto a una minoría judía (fariseos, zelotes, sicarios y otros grupos radicales) que odiaba a los romanos frente al resto de la población, silenciando el sentimiento generalizado antirromano. Josefo suele referirse habitualmente a estos grupos de forma denigrante, denominándolos «bandidos» y «tiranos». Tampoco llega a incidir en el mesianismo latente en el ideario judío como una de las causas de la inestabilidad política de Judea. Con todo, la obra es más laudatoria hacia Roma que exculpatoria hacia los judíos, debido fundamentalmente a las circunstancias de su redacción, ya que Josefo se hallaba radicado en Roma, acogido por los Flavios. El objetivo último de la obra sería el de desanimar cualquier futura rebelión contra el poder romano, firmemente establecido en una zona tan conflictiva como el Mediterráneo oriental, algo que Josefo llega a insinuar en la misma obra.
En cuanto a la figura de Josefo, hay que diferenciar la consideración que se arroga él mismo como autor de la obra y como partícipe de los acontecimientos bélicos durante la rebelión judía. Como autor intenta presentarse como un historiador objetivo y neutral, pese a que es evidente la finalidad persuasiva de su obra, y cómo su tratamiento de los hechos cede a la comprensión de uno y otro bando según el pasaje. Respecto a la figura de Josefo como personaje de su propia obra, queda patente su preocupación por aparecer ante su propio pueblo como un traidor, algo que queda bien reflejado en su discurso frente a Jerusalén.

## Estructura
La obra se divide en siete libros, como ya avanza el propio Josefo en el proemio. El libro I narra los acontecimientos desde la sublevación de los Macabeos (167 a. C.) hasta la muerte de Herodes I el Grande, siendo el único de los reyes judíos sobre el cual Josefo se extiende con detalle. El libro II avanza desde ese momento (4 a. C.) hasta el año 66, centrándose en los sucesores de Herodes y el gobierno de los procuradores romanos, describiendo los inicios de la revuelta judía en Cesarea y las primeras actividades en Galilea del propio Josefo como líder militar. El libro III versa sobre la campaña de los romanos en Galilea hasta otoño del año 67, relatando la llegada al frente de Vespasiano, la toma de Jotapata y la rendición de Josefo. El libro IV da cuenta de las últimas actividades de los romanos en Galilea, la conquista de Gamala y el ascenso al trono de Vespasiano tras la muerte de Nerón en el llamado año de los cuatro emperadores (69).
Los libros V y VI son los más destacados de la obra, al narrar el asedio y la caída de Jerusalén (70) y la destrucción del Segundo Templo por orden de Tito, hechos a los que asistió el propio Josefo como testigo directo. Por último, el libro VII es un añadido posterior y menos riguroso que se centra en las últimas operaciones militares romanas en Judea, como la conquista de las tres últimas fortalezas judías rebeldes (el Herodión, Maqueronte y Masada), los honores recibidos por los Flavios en Roma y las postreras revueltas judías de Egipto y Cirene.